# Trakt podkarpacki

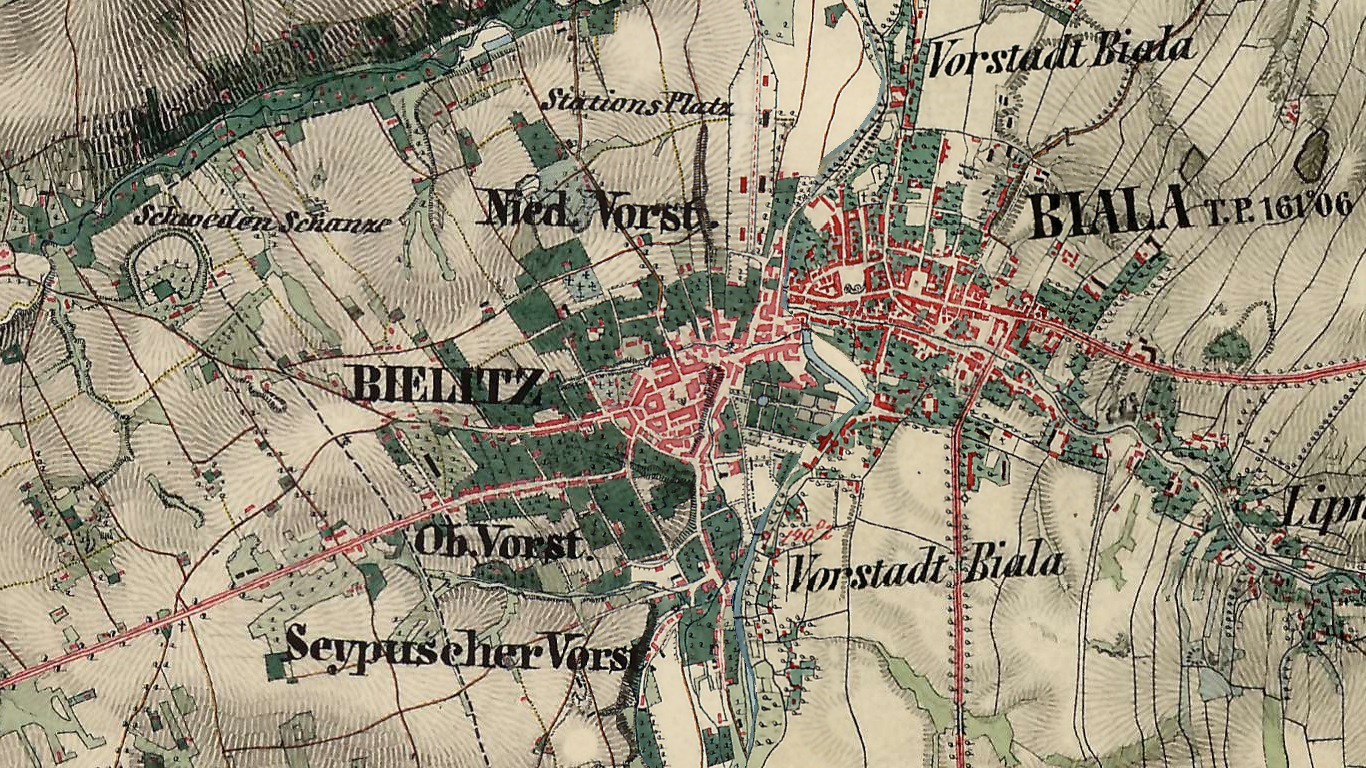
Początek traktu podkarpackiego odbijającego na południe z głównego traktu galicyjskiego w Lipniku

Druga (II) Galicyjska Szosa Handlowa (Handlowo-Pocztowa), też drugi trakt cesarski, potocznie trakt podkarpacki – galicyjski cesarski trakt drogowy, budowany od 1818 do 1823, względnie do lat 30. XIX wieku przez Cesarstwo Austrii.

## Historia
W latach 1780 do 1785 wybudowano pierwszy trakt cesarski z Białej do Lwowa aby zintegrować nową prowincję z resztą monarchii Habsburgów i skomunikować ją z Wiedniem. Prowadził on przez pogórza karpackie. Drugi trakt cesarski poprowadzony został równolegle do pierwszego, ale przez śródgórze karpackie, od Lipnika koło Białej, przez Żywiec, Jordanów, Nowy Sącz. Zgodę na jego budowę wydał Franciszek I we wrześniu 1817, a do 1820 doprowadzono go do Skomielnej Białej, co dało impuls do przeobrażenia wsi Sucha i Maków w górskiej dolinie Skawy w ośrodki protomiejskie, obecnie Sucha Beskidzka i Maków Podhalański i podniesienia Jordanowa z miasteczka do rangi miasta przed 1843. Formalnie budowę Drugiej Galicyjskiej Szosy Handlowo-Pocztowej ukończono w 1823, jednak prace trwały do końca lat 30. XIX wieku. Po 1830 władze austriackie przedłużyły bitą drogę przez Nowy Sącz aż do Bukowiny i Siedmiogrodu. Od Lipnika do miejscowości Stare Mamajestie na Bukowinie było 59 pocztowych mil austriackich, czyli około 450 kilometrów.
W okresie autonomicznym zmieniono klasyfikację dróg na mocy ustawy drogowej z 16 sierpnia 1866. Trakt podkarpacki pozostał prawdopodobnie drogą państwową.
W 1884 otwarto Galicyjską Kolej Transwersalną, biegnącą po części wzdłuż traktu podkarpackiego. Pełnił on podobną rolę względem zbudowanej w latach 1856-1861 linii kolejowej Kolei Galicyjskiej im. Karola Ludwika, jak drugi trakt cesarski do pierwszego, tzn. jako alternatywna droga wojskowa i usprawniającą eksploatację bogactw naturalnych w Karpatach.